# Neak Pean

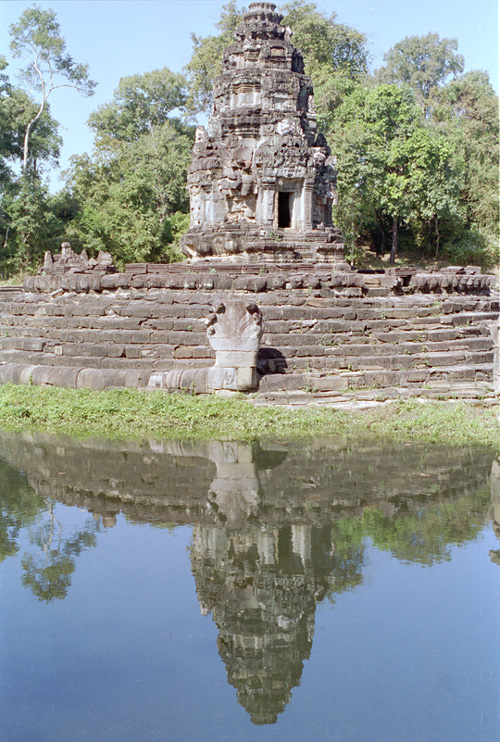
Der Tempelturm von Neak Pean; gut sichtbar das Kopfende einer Steinschlange, die die Stufen umwindet

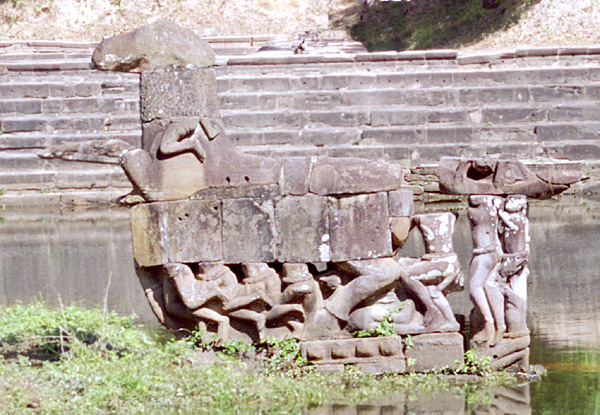
Das Pferd Balaha

Neak Pean ist eine künstliche Insel im Zentrum des Nördlichen Baray, eines künstlichen Staubeckens. Das im Bauschaffen der Khmer einmalige Ensemble entstand Ende des 12. Jahrhunderts unter König Jayavarman VII. Neak Pean findet sich im historischen Angkorgebiet unweit der Stadt Siem Reap (Kambodscha).

## Anlage
Weil der Nördliche Baray ab 2007 instand gesetzt wurde, liegt die quadratische Insel heute wieder in der Mitte einer rechteckigen, ausgedehnten Wasserfläche. Die Gesamtform des Baray ist vom Erdboden aus schwer zu erahnen, aus der Luft allerdings gut zu sehen (3500 auf 900 m, mit nach Westen und Osten ausgerichteten Schmalseiten). Die Insel ist 350 auf 350 m groß und trägt kreuzförmig gruppierte Wasserbecken. Das Wasserbecken-Arrangement bestand früher aus einem zentralen Becken, 70 auf 70 m, vier an den Seiten angefügten Becken, jeweils 25 auf 25 m, und einem Kranz von weiteren acht Becken; die letztgenannten sind nicht erhalten. Inmitten des inneren Beckens erhebt sich stufig eine kreisrunde Insel (Durchmesser 14 m), gekrönt von einem im Grundriss kreuzförmigen Prasat, einem Tempelturm. Die Baumaterialien, von unten nach oben, sind Laterit und Sandstein. Das Ufer der inneren Tempelinsel zieren Darstellungen zweier Naga – daher der (moderne) Name Neak Pean („ineinandergewundene Schlangen“). Den Fuß des Tempelturms umgeben Abstraktionen sich öffnender Lotusblütenblätter, das Heiligtum selbst erinnert an eine emporstrebende Lotusknospe. Scheintüren und Giebelfelder tragen buddhistischen Reliefschmuck.
Unmittelbar östlich des Tempelturms, auf einem Dammweg, steht eine Sandsteinplastik des Pferdes Balaha, einer Inkarnation des Bodhisattva Lokeshvara. Die vier peripheren Becken liegen etwas tiefer als das zentrale Becken; mit diesem sind sie durch vier Brunnenkammern verbunden; als Wasserspeier dient im Osten ein Menschenkopf, im Süden ein Löwenkopf, im Westen ein Pferdekopf und im Norden ein Elefantenkopf. Vermutlich symbolisiert das Ensemble den auf dem Himalaja gelegenen See Ananvatapta, dessen glückbringendes Wasser sich in die vier heiligen Ströme Ganges, Indus, Oxus und Tarim ergießt – ursprünglich hieß die Anlage Rajyasri („Glück des Königreiches“). In allen vier Ecken der Insel standen einmal kleine Elefantenplastiken – nur das Exemplar im Südosten ist erhalten. Vier Treppen, eigentlich Anlegestellen, markieren die vier Haupthimmelsrichtungen; der moderne Erschließungsweg liegt im Norden.

Galerie
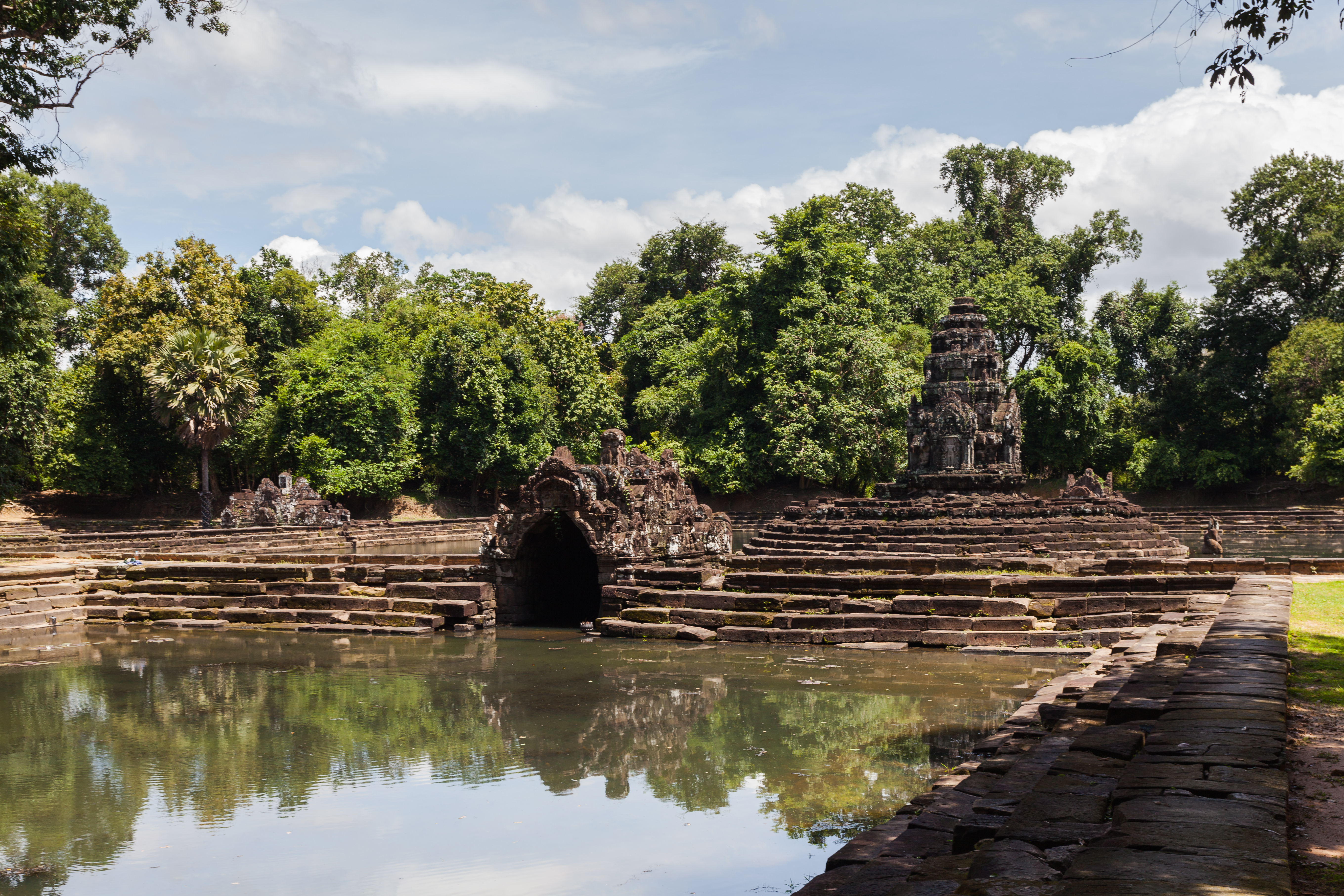
Gesamtansicht
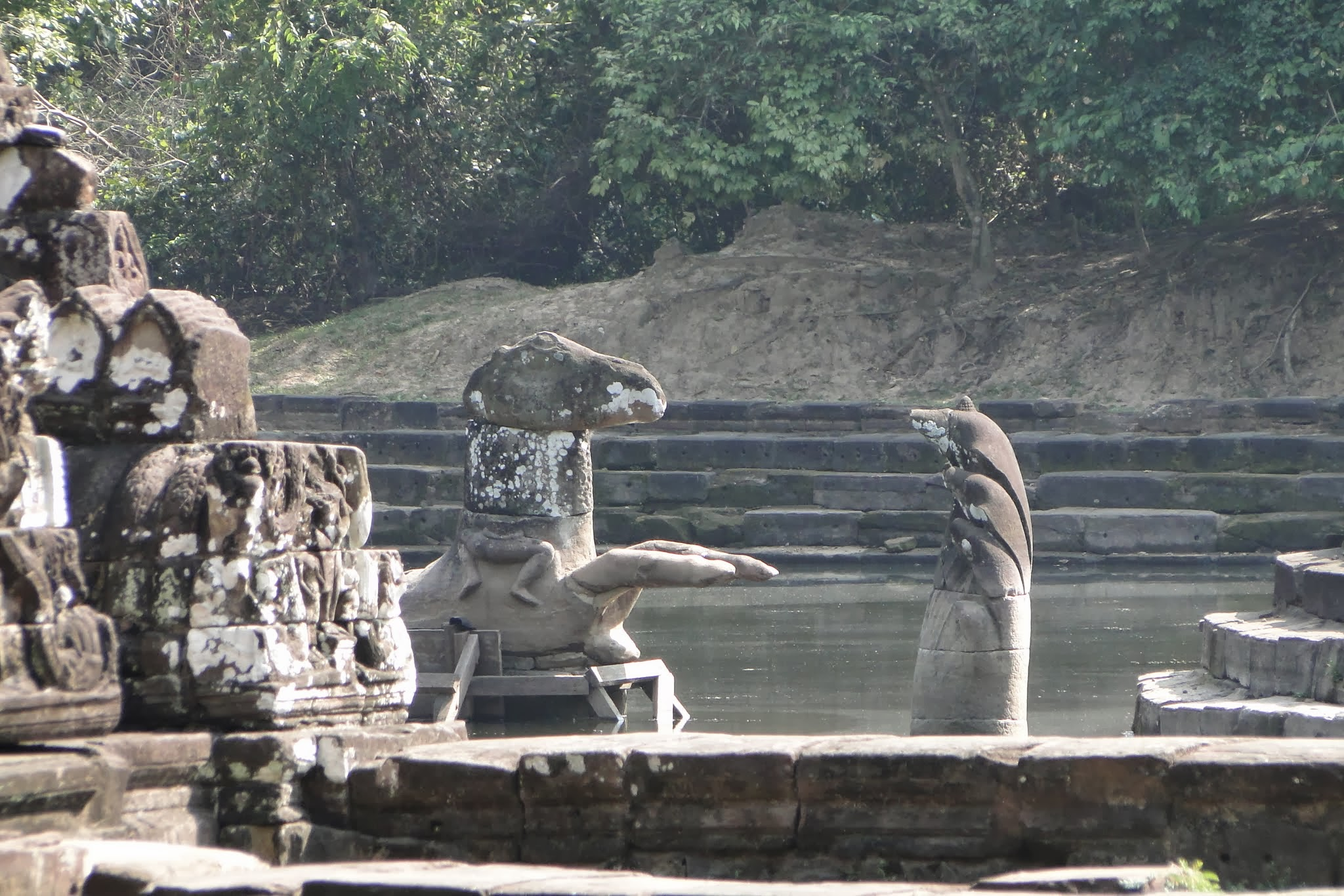
Das Pferd bei hohem Wasserstand
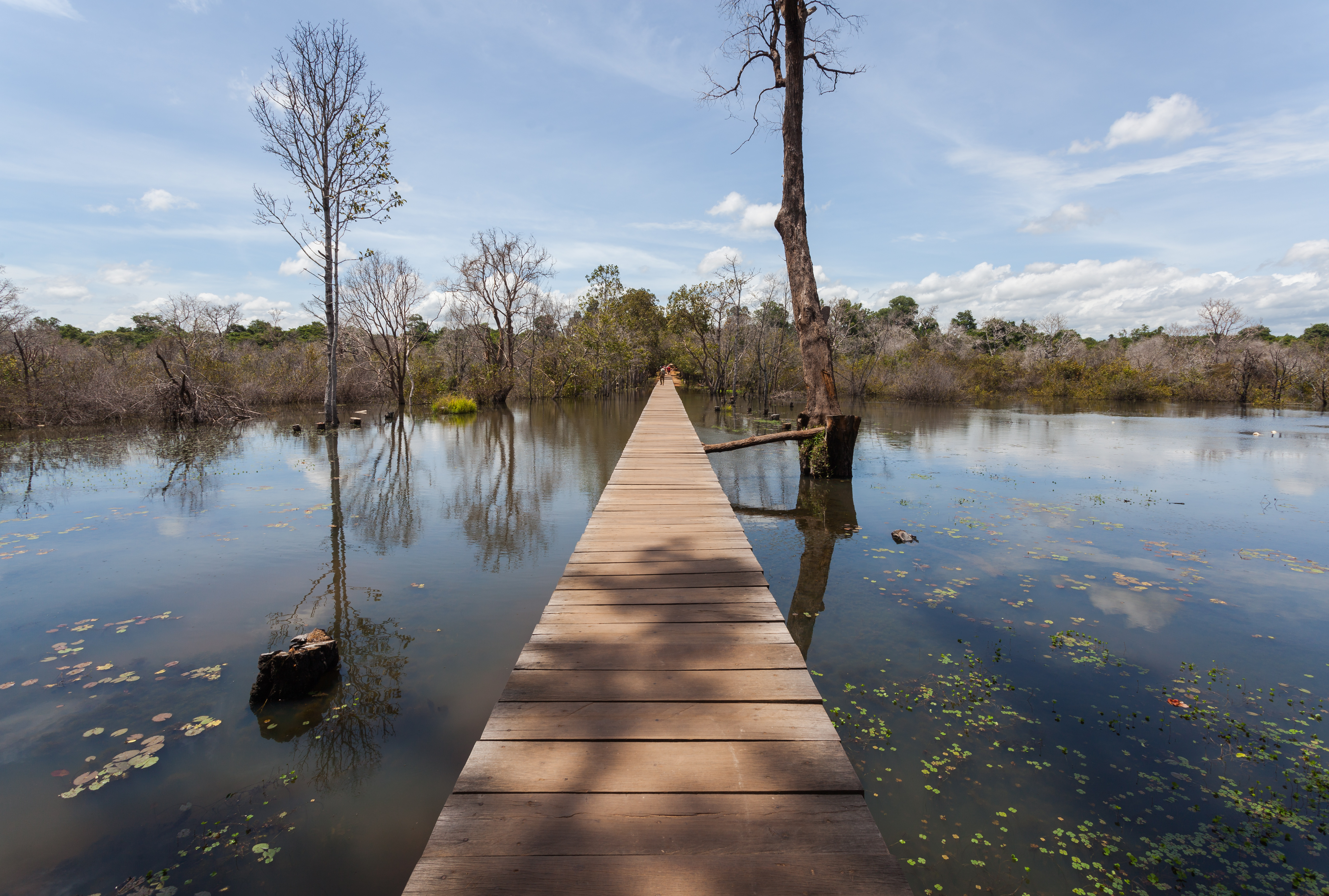
Erste Hälfte des Erschließungsweges (überschwemmte Umgebung)
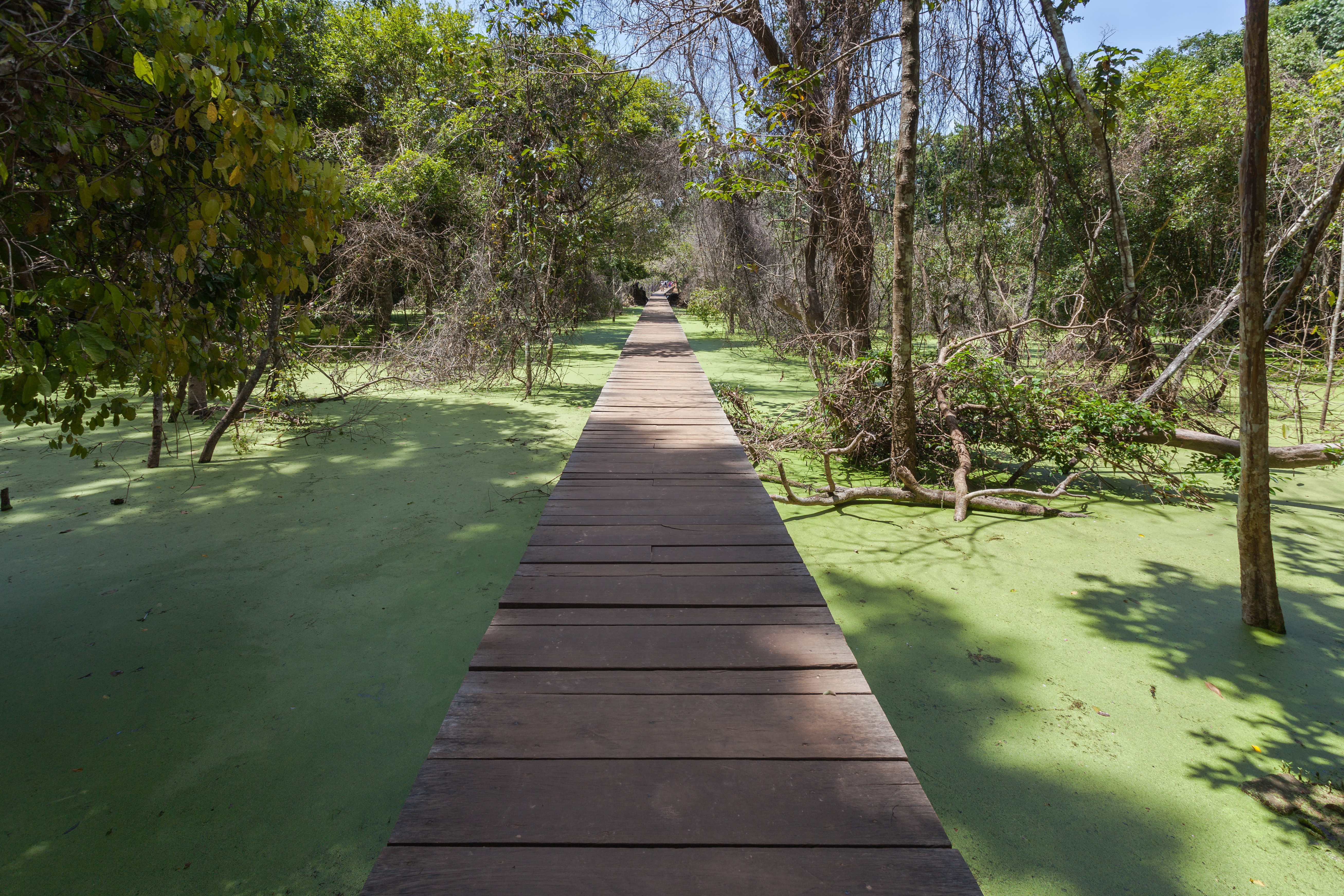
Zweite Hälfte des Erschließungsweges (dichte Vegetation)

## Informationsbasis